# Lucumo

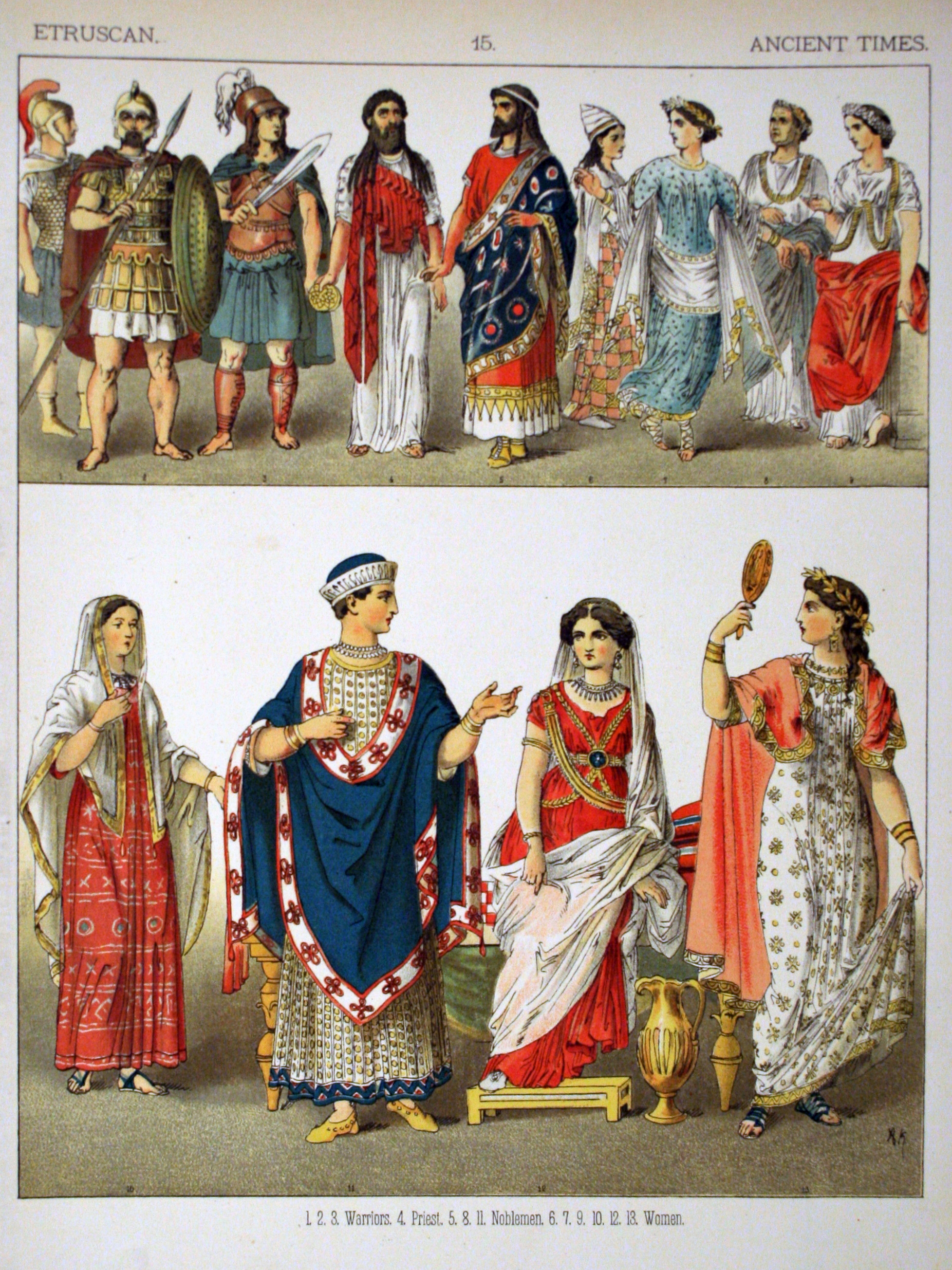
Voorstelling uit de 19e eeuw van Etruskische patriciërs

De Lucumo(n) of Lauchume was de naam voor de koning van de Etrusken. Elke stadstaat had een koning van de 7e eeuw v.Chr. tot ver in de 6e eeuw v.Chr.  Deze periode is de zogenaamde Archaïsche periode van de Etruskische beschaving. De Romeinen gebruikten de term Lucumo, terwijl de Etrusken waarschijnlijk Lauchume gebruikten.

## Ambt
De functie van de Etruskische koning was een combinatie van politieke, militaire en hogepriesterlijke macht. De koningen kwamen tot het ambt vanuit de patriciërsfamilies van de stadstaat. De lucumones zijn terug te vinden in Etruskische mythen. 
In de loop van de 6e eeuw v.Chr. verdween het koningschap in de stadstaten van Etrurië, met inbegrip van het koningschap in Rome, dat niet meer was dan een uithoek van het Etruskische Rijk. De stadstaten werden alle republieken.
Soms werd de naam Lucumo als eigennaam gebruikt. Dit deed Titus Livius met Lucius Tarquinius Priscus, de vijfde koning van Rome en de eerste Romeinse koning van Etruskische origine. Nog later, onder Romeins bestuur, was de naam Lauchme een eigennaam in Etrurië.

## Bekende vorsten
- Lars Porsenna was lucumo van Clevsin of in het Latijn Clusium, thans Chiusi.
- Mezentius was lucumo van Cisra of in het Latijn Caere, thans Cerveteri.
- Asture was eveneens lucumo van Cisra volgens Vergilius.
- Lars Tolumnio was lucumo van Vei of in het Latijn Veii, thans Veio. Onder zijn regering startte Vei de oorlog met de Romeinse Republiek (437 v.Chr.) wat later de ondergang betekende van de rijke stadstaat Vei (396 v.Chr).